# Patrick Duhamel
Patrick Duhamel,  né le 23 août 1945 en Lozère et mort le 4 octobre 1999 à Bruxelles, est un animateur de radio et de télévision français, ayant travaillé en Belgique.

## Biographie
Il fait des études en communications sociales à Tournai en Belgique.
Patrick Duhamel commence sa carrière en tant qu'animateur radio à la RTB dans les années 1970 et devient le présentateur populaire de l’émission Ne cherchez plus entre midi et deux heures diffusée tous les jours depuis les studios de Mons.
La chaîne de télévision belge RTBF lui propose de présenter le programme Chansons à la carte, une émission de variétés, ce qu'il accepte. Il accueille dès lors les artistes en vogue dont Claude François, Dalida, Annie Cordy, Dave, etc.
En 1986, Patrick Duhamel est le commentateur belge de la chaîne RTBF1 lors du Concours Eurovision de la chanson 1986 remporté par Sandra Kim.
Il présentera également l'émission À tout cœur sur RTL (Belgique), alternant variétés, jeux et présentation de célibataires recherchant l'âme sœur directement sur le plateau, émission initialement proposée à RTL au directeur de la programmation de l'époque, Jean-Paul Delcominette, par Michèle et Benoît Louis, responsables de l'agence matrimoniale Alter Ego à Bruxelles.